# Вулиця Василя Верховинця (Полтава)
Ву́лиця Василя́ Верхови́нця — одна з найстаріших вулиць Полтави, розташована у Подільський районі міста. Спускається від Художньої вулиці до Панянки. Прилучаються провулки Коперника, Степовика і Ламаний. Колишні назви — Різницька Гора, Гора Марата.

## Історія
Узвіз Різницька Гора був прокладений у XVIII — на початку XIX століття від східної частини Полтавської фортеці до заплави Ворскли. Вважаюється, що первісна назва походить від розташованої тут у XVIII столітті скотобійні (тобто різниці) та м'ясних торговельних рядів.
Пізніше, на початку XX століття, вулиця отримала назву Гора Марата на честь французького революціонера-якобінця Жана-Поля Марата. З 1909 року на Горі Марата, 19, в будинку батьків своєї дружини Євдокії Іванівни Долі мешкав видатний український композитор, диригент і хореограф, перший теоретик українського народного танцю Василь Миколайович Верховинець. Цікавий історичний факт: висаджувати півонії коло будинку подружжя Верховинців допомагала славетна українська акторка Марія Заньковецька.
У 1980 році на честь В. М. Верховинця вулиця названа вулицею Верховинця.
Вулиця Верховинця — одна з небагатьох старих вулиць міста, яка зберегла крутий рельєф, мальовничу садибну забудову, бруківку, що дає можливість уявити характер історичної забудови Полтави у XIX столітті.